# Kaiserstraße 2 (Quedlinburg)

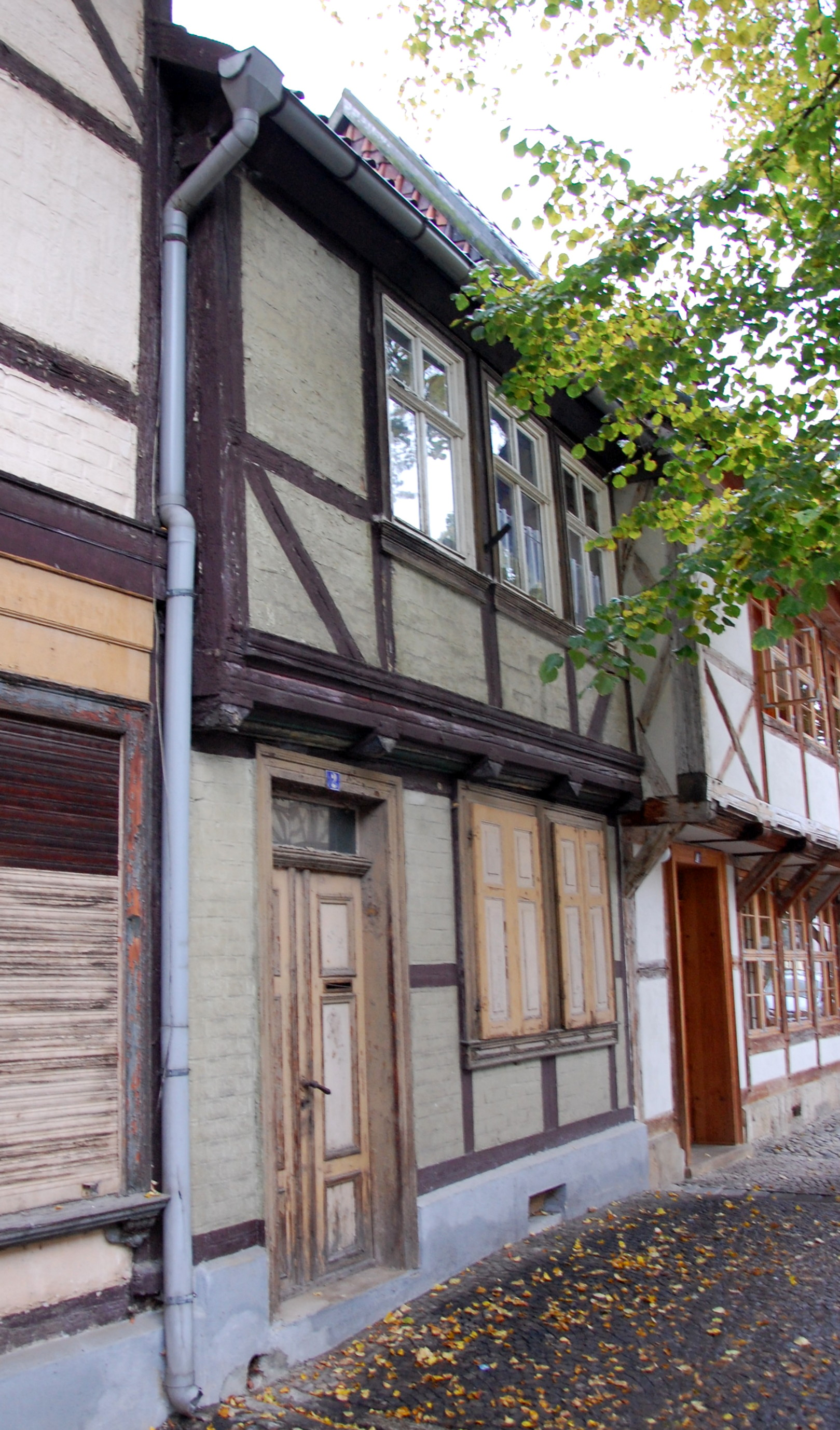
Kaiserstraße 2

Das Haus Kaiserstraße 2 ist ein denkmalgeschütztes Gebäude in der Stadt Quedlinburg in Sachsen-Anhalt.

## Lage
Es befindet sich in der historischen Quedlinburger Neustadt und ist im Quedlinburger Denkmalverzeichnis als Wohnhaus eingetragen. Östlich grenzt das gleichfalls denkmalgeschützte Haus Kaiserstraße 3 an.

## Architektur und Geschichte
Das schmale, fünf Gebinde breite Fachwerkhaus stammt aus der Zeit um 1700. Das Fachwerk verfügt über Pyramidenbalkenköpfe und einer mit Schnitzereien versehenen Stockschwelle. Die Gefache sind mit einer ungewöhnlichen Zierausmauerung versehen. In den äußeren Gefachen befindet sich jeweils eine Fußstrebe.
Die Haustür sowie die Fenster wurden Ende des 19. Jahrhunderts erneuert.